# Liste der Biografien/Malj
Liste der Biografien |
Portal Biografien |
Personensuche
# |
A |
B |
C |
D |
E |
F |
G |
H |
I |
J |
K |
L |
M |
N |
O |
P |
Q |
R |
S |
T |
U |
V |
W |
X |
Y |
Z |
?
 
Ma |
Mb |
Mc |
Md |
Me |
Mf |
Mg |
Mh |
Mi |
Mj |
Mk |
Ml |
Mm |
Mn |
Mo |
Mp |
Mq |
Mr |
Ms |
Mt |
Mu |
Mv |
Mw |
Mx |
My |
Mz
 
Maa |
Mab |
Mac |
Mad |
Mae |
Maf |
Mag |
Mah |
Mai |
Maj |
Mak |
Mal |
Mam |
Man |
Mao |
Map |
Maq |
Mar |
Mas |
Mat |
Mau |
Mav |
Maw |
Max |
May |
Maz
 
Mala |
Malb |
Malc |
Mald |
Male |
Malf |
Malg |
Malh |
Mali |
Malj |
Malk |
Mall |
Malm |
Maln |
Malo |
Malp |
Malq |
Malr |
Mals |
Malt |
Malu |
Malv |
Malw |
Maly |
Malz
Die Liste der Biografien führt alle Personen auf, die in der deutschsprachigen Wikipedia einen Artikel haben. Dieses ist eine Teilliste mit 17 Einträgen von Personen, deren Namen mit den Buchstaben „Malj“ beginnt.

## Malj

### Malja
- Malja, Gustav (* 1995), schwedischer Automobilrennfahrer
- Maljantowitsch, Pawel Nikolajewitsch (1869–1940), russischer Politiker und Anwalt
- Maljar, Hanna (* 1978), ukrainische Rechtsanwältin und Professorin
- Maljarewski, Pawel Grigorjewitsch (1904–1961), sowjetischer Dramatiker
- Maljartschuk, Tanja (* 1983), ukrainische Schriftstellerin und JournalistinTanja Maljartschuk (* 1983)

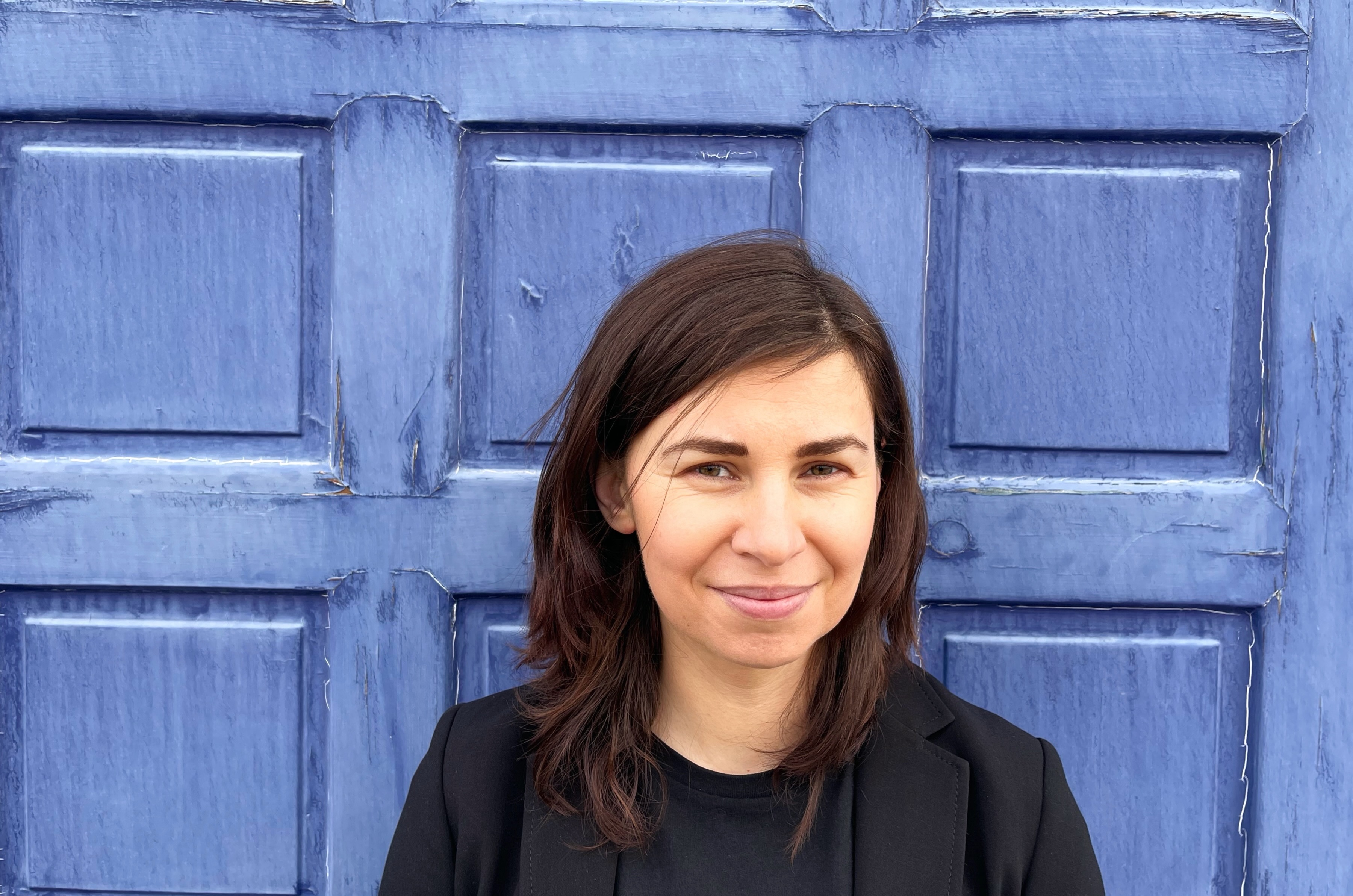
Tanja Maljartschuk (* 1983)

- Maljauka, Aljaksandr (* 1990), belarussischer Eishockeyspieler
- Maljauka, Sjarhej (* 1990), belarussischer Eishockeyspieler
- Maljawin, Filipp Andrejewitsch (1869–1940), russischer Künstler

### Maljk
- Maljković, Božidar (* 1952), serbischer Basketballtrainer
- Maljković, Vladimir (* 1982), kroatischer Fußballspieler

### Malju
- Maljuschkin, Ilja Wiktorowitsch (* 1984), russischer Eishockeyspieler
- Maljuska, Denys (* 1981), ukrainischer Jurist und Politiker
- Maljutin, Iwan Andrejewitsch († 1932), russischer Maler, Karikaturist und Plakatkünstler
- Maljutin, Martin Wladimirowitsch (* 1999), russischer Schwimmer
- Maljutin, Sergei Wassiljewitsch (1859–1937), russischer Maler
- Maljuwanez, Tatjana (* 1958), sowjetische Hürdenläuferin
- Maljuzin, Maksim (* 1988), belarussischer Eishockeytorwart